# Licking (reka v Kentuckyju)
Reka Licking v Kentuckyu je delno plovna v dolini 303 mi (488 km) ter je pritok reke Ohio v severovzhodnem Kentuckyju. Reka in njeni pritoki odvajajo vodo iz večjega dela regije severovzhodnega Kentuckyja med porečji reke Kentucky na zahodu in reke Big Sandy River na vzhodu. North Fork Licking River v okrožju Pendleton , Kentucky je eden od njenih pritokov. South Fork Licking River v okrožjih, vključno z okrožjem Harrison, Kentucky, je še en pritok.